# Хронологија радничког покрета и КПЈ март 1941.
Хронолошки преглед важнијих догађаја везаних за Раднички покрет Југославије и Комунистичку партију Југославије (КПЈ), као и општа политичка дешавања која су се догодила у Краљевини Југославији у току марта месеца 1941. године.
| ← фебруар | ← фебруар | ← фебруар | ← фебруар | ← фебруар | ← фебруар | ← фебруар | ← фебруар | ← фебруар | Хронологија радничког покрета и КПЈ у 1941. години | Хронологија радничког покрета и КПЈ у 1941. години | Хронологија радничког покрета и КПЈ у 1941. години | Хронологија радничког покрета и КПЈ у 1941. години | Хронологија радничког покрета и КПЈ у 1941. години | Хронологија радничког покрета и КПЈ у 1941. години | Хронологија радничког покрета и КПЈ у 1941. години | Хронологија радничког покрета и КПЈ у 1941. години | Хронологија радничког покрета и КПЈ у 1941. години | Хронологија радничког покрета и КПЈ у 1941. години | Хронологија радничког покрета и КПЈ у 1941. години | Хронологија радничког покрета и КПЈ у 1941. години | Хронологија радничког покрета и КПЈ у 1941. години | Хронологија радничког покрета и КПЈ у 1941. години | Хронологија радничког покрета и КПЈ у 1941. години | април → | април → | април → | април → | април → | април → | април → |
| 1         | 2         | 3         | 4         | 5         | 6         | 7         | 8         | 9         | 10                                                 | 11                                                 | 12                                                 | 13                                                 | 14                                                 | 15                                                 | 16                                                 | 17                                                 | 18                                                 | 19                                                 | 20                                                 | 21                                                 | 22                                                 | 23                                                 | 24                                                 | 25      | 26      | 27      | 28      | 29      | 30      | 31      |

### 4. март
- У Хитлеровој резиденцији „Бергоф“, у близини Берхтесгадена (Трећи рајх) одржан тајни састанак кнеза-намесника Павла Карађорђевића и министра спољних послова Александра Цинцар-Марковића са немачким канцеларом Адолфом Хитлером и министром иностраних послова Јоахимом фон Рибентропом, на којем је Хитлер поновио свој захтев за приступање Краљевине Југославије Тројном пактом.[1]

### 6. март
- У Београду одржана прва заједничка седница Крунског савета и Министарског савета Краљевине Југославије, на којој се расправљало о Хитлеровом захтеву упућеног кнезу Павлу, на састанку 4. марта да Краљевина Југославија приступи Тројном пакту. Већина учесника седнице подржала је потписивање Тројног пакта, с тим да Владе Трећег рајха и Краљевине Италије дају обећање да неће повредити територију Краљевине Југославије.[1][2]

### 12. март
- У Београду одржана друга заједничка седница Крунског савета и Министарског савета Краљевине Југославије, на којој се расправљало о Хитлеровим обећањима да неће погазити суверенитет Краљевине Југославије и да њене трупе неће ратовати на немачкој страни.[3]

### 17. март
- У Београду одржана проширена седница Крунског савета, којој су поред кнеза-немесника Павла и чланова Намесништва — др Раденка Станковића и др Иве Перовића, присуствовали — потпредседник Министарског савета Влатко Мачек, министар спољних послова Александар Цинцар-Марковић, министра без портфеља Фрањо Куловец, министар војске генерал Петар Пешић и министар двора Милан Антић. На седници је једногласно одлучено да Краљевина Југославија приступи Тројном пакту.[3]

### 20. март
- У Београду одржана седница Министарског савета Краљевине Југославије на којој је разматрана одлука Крунског савета о приступању Краљевине Југославије Тројном пакту. Потписивању пакта успротивила су се три министра, која су потом поднела оставку — министар за социјалну политику Срђан Будисављевић, министар пољопривреде Бранко Чубриловић и министар правде Михаило Константиновић (касније под притиском повукао оставку). Пошто је тада настала криза владе, 23. марта је одржана нова седница на којој су замењени министри који су поднели оставку.[1][3]

### 23. март
- Влада Трећег рајха упутила захтев Влади Краљевине Југославије да саопшти своју дефинитивну одлуку о приступању Краљевине Југославије Тројном пакту.[4]
- У Београду одржана седница Министарског савета Краљевине Југославије на којој су замењена двојица министара који су поднели оставке и потом потврђена одлука Крунског савета о приступању Краљевине Југославије Тројном пакту.[4]

### 25. март
- У Бечу председник Министарског савета Краљевине Југославије Драгиша Цветковић и министар иностраних послова Александар Цинцар-Марковић, који су тајно допутовали 24. марта, потписали са министром иностраних послова Трећег рајха Јоахимом фон Рибентропом Споразум о приступању Краљевине Југославије Тројном пакту.[4][3]
- Након добијања вести о приступању Југославије Тројном пакту, која је изазвала велико народно незадовољство, у Београду, Љубљани, Скопљу, Крагујевцу, Сплиту, Нишу, Цетињу, Подгорици, Лесковцу и другим градовима одржане масовне демонстрације под паролама Боље рат него пакт и Боље гроб него роб. Демонстрације су настављене и наредних дана, када су прерасле у манифестације подршке војном пучу.[4][3]

### 26. март
- У току ноћи 26/27. марта, под утицајем расположења народних маса Југославије, група официра предвођена генералима Боривојем Мирковићем и Душаном Симовићем, извела војни пуч којим је — збачено Намесништво и Влада Цветковић-Мачек, кнез-немсник Павла Карађорђевић протеран у Краљевину Грчку, краљ Петар II проглашен пунолетним и образована нову Влада под председништвом генерала Симовића, који је преузео и функцију начелника Генералштаба. Поред Симовића и Мирковића, у пучу су учествовали и пуковник Драгутин Савић, ваздухопловни пуковник Стјепан Буразовић, генералштабни пуковник Миодраг Лазић и други официри.[4][3]

### 27. март
- Талас антивладиних демонстрација, који је пре два дана захватио целу Југославију, прерастао у манифестације подршке пучу. Демонстрације су организовале националистичке организације, али су комунисти успели да их претворе у демонстрације антифашистичког и левичарског карактера, током којих су у Београду, на разним местима говорили истакнути функционери КПЈ — Спасенија Цана Бабовић, Рифат Бурџовић, Раде Кончар, Иво Лола Рибар, Вељко Мићуновић и др.[5][4]
- У Берлину одржано саветовање Врховне команде Трећег рајха о ситуацији у Југославији, на коме је Адолф Хитлер саопштио одлуку да се Југославија, због одбацивања Тројног пакта, што пре нападне и разбије као држава. На састанку је разрађен план напада на Југославију, који је назван „Подухват 25“ и према ком је напад требало да буде извршен са територија Италије, Мађарске и Бугарске, док би главни задатак Румуније био заштита од евентуалне интервенције Совјетског Савеза. Војна помоћ за напад затражена ја од Влада Италије, Мађарске и Бугарске, којима је обећано припајање појединих делова југословенске територије. Због напада на Југославију, планирани напад на Совјетски Савез одложен је за четири недеље.[4]
- У Загребу се генерални секретар КПЈ Јосип Броз Тито сусрео са Василијем Бухом, чланом ПК КПЈ за Србију и Митром Митровић, инструктором ПК КПЈ за Србију, који су му реферисали о стању у Србији и расположењу маса поводом приступања Тројном пакту и војног пуча. На састанку је Тито препоручио да се одложи скуп комуниста у Београду, заказан за 28. март да не би дошло до заоштравања односа са новом Владом. Истог дана касније, он се сусрео са Сретеном Жујовићем и Крстом Попиводом, а увече је авионом отпутовао за Београд, где се одмах по доласку сусрео са Милованом Ђиласом и Радом Кончаром, члановима Полибироа ЦК КПЈ и са Ивом Лолом Рибаром, секретаром ЦК СКОЈ-а.[5][6]

### 28. март
- Председник новог Министарског савета Краљевине Југославије генерал Душан Симовић изјавио да је до промене Владе дошло под притиском јавног мњења и да нова Влада жели да живи у миру и пријатељству са суседима. Истог дана, Влада је упутила телеграм владама Трећег рајха и Краљевине Италије у којима је истакнуто да ће нова Влада Краљевине Југославије остати верна начелима поштовања међународних уговора, па према томе и протокола потписаних у Бечу 25. марта.[4]
- У Риму одржан састанак између председника Владе Краљевине Италије Бенита Мусолинија и вође Усташког покрета Анте Павелића, на коме је Мусолини саопштио Павелићу одлуку да по окупацији Југославије, власт у Хрватској преда усташама. Том прилком склопљен је план о усташким обавезама према Италији, међу којима је била и предаја Даламције.[7]

### 29. март
- У Београду, на Чукарици у кући Лазе Кочовића, одржано Покрајинско саветовање Покрајинског комитета КПЈ за Србију, на коме је учествовало око 35 учесника, међу којима генерални секретар КПЈ Јосип Броз Тито и чланови Политбироа ЦК КПЈ, који су се налазили у Београду. На саветовању је дата оцена новонастале ситуације, а Тито је формирање нове владе оценио као „успјех народне борбе, као корак напријед у тој борби за постизање за постизање оних захтјева које је Партија заступала и народ тражио”. Дата је и директива да се сви чланови Партије и симпатизери, који су војни обвезници, одазову на војне позиве и тамо политички раде међу војницима. Тито је на саветовању саопштио да ће се средиште ЦК КПЈ ускоро преместити из Загреба у Београд.[8][6][7]
- У Загребу одржане манифестације подршке војном пучу и обарању Владе Цветковић-Мачек, које је организовао Месни комитет КПХ за Загреб. На демонстрацијама је учествовало око 800 особа, а приликом покушаја да уђу у центар града сукобили су се са жандармеријом и том приликом је ухапшено око 30 особа.[8]

### 30. март
- Министарски савет Краљевине Југославије издао наређење о „општем активирању“ (тајној мобилизацији) Југословенске војске, али с тим да оно почне тек 3. априла.[7]
- Централни комитет КП Југославије издао проглас под називом Народи Југославије! Радници, сељаци и грађани, војници, подофицири и официри! у којем је је изнет став КПЈ о актуелним догађајима.[7][8]
- Загребачка полиција извела велику акцију хапшења комуниста и левичара у којој је ухапшено око 100 особа и одведено у логор Керестинец. Међу ухапшенима били су истакнути партијски руководиоци — Иван Крндељ, Андрија Жаја, Душан Грковић, Блаж Ваљин и др, као и познати интелектуалци-левичари — Божидар Аџија, Огњен Прица, Отокар Кершовани и Павао Марковац (већина ухапшених задржана је до окупације и проглашења НДХ, када су предати усташама, а касније стрељани).[8]

### 31. март
- У Загребу одржан састанак истакнутих чланова Хрватске сељачке странке (ХСС) на којој је размотрена ситуација у земљи након војног пуча. Донета је и Резолуција у којој је истакнуто да је „Краљевина Југославија престала да постоји, а да ће се поново, уз подршку и помоћ сила Осовине, створити држава Хрватска”. Резолуцију је Едмунд Весенмајер, изасланик Адолфа Хитлера у Загребу, проследио 5. априла Влади Трећег рајха, која је замољена да им пружи помоћ и заштиту.[7]